# TuS Büppel
Der Turn- und Sportverein Büppel 1910 e. V. ist ein deutscher Sportverein mit Sitz im Stadtteil Büppel der niedersächsischen Stadt Varel im Landkreis Friesland.

## Geschichte

### Allgemein
Der Verein wurde am 10. Oktober 1910 gegründet und trug bis ins Jahr 1926 den Namen Freie Turnerschaft Neuenwege und Umgebung (Neuenwege ist heute ein Stadtteil von Varel). Ab 1926 organisierte sich der Verein dann als Freier Turn- und Sportverein Frisch Auf Büppel im ATSB. Nach der Machtergreifung der Nationalsozialisten im Jahr 1933 wurde der Verein schließlich erst einmal aufgelöst. Von 1937 bis 1946 verbanden sich die ehemaligen Mitglieder schließlich noch im Turnverein Brüderschaft Büppel. Nach dem Ende des Zweiten Weltkriegs entstand 1946 schließlich der Turn- und Sportverein Büppel.
Nach der Einweihung eines Sportplatzes im Jahr 1958 und einer Inbetriebnahme der vereinseigenen Turnhalle im Jahr 1967 trat noch der TuS Neuenwege / Rosenberg dem Verein bei.

### Fußball

#### Frauen
Bereits in der Saison 2001/02 spielte die Mannschaft in einer 11er Kreisliga und wurde dort mit 53 Punkten am Ende der Spielzeit auch Meister. Von hier ging es nun in die Niedersachsenliga West wo erneut mit 52 Punkten der Meistertitel gelingen sollte. Ab der Saison 2003/04 spielte die Mannschaft in der zu dieser Zeit noch zweitklassigen Regionalliga Nord. Dort gelang dann mit 29 Punkten ein sechster Platz. Nachdem zur Spielzeit 2004/05 die 2. Bundesliga eingeführt wurde, hatte die Regionalliga nur noch den Status einer drittklassigen Spielklasse. Mit 44 Punkten konnte hier dann sogar der dritte Platz erreicht werden, in den folgenden Jahren platzierte man sich im Mittelfeld der Liga.
Nach der Saison 2008/09 stieg man mit 12 Punkten als Tabellenletzter in die Oberliga. In der Saison 2016/17 Vizemeister, gewann man in der Spielzeit 2017/18 die Meisterschaft der in zwei Staffeln ausgetragenen Liga und setzte sich im Aufstiegsspiel gegen den anderen Staffelmeister, denn FFC Renshausen mit 2:0 durch und kehrte damit nach knapp zehn Jahre in die Regionalliga zurück. Mit 26 Punkten beendete die Mannschaft die erste Spielzeit in der drittklassigen Regionalliga auf dem neunten Platz. Bedingt durch die COVID-19-Pandemie wurde die Saison 2019/20 nach dem 14. Spieltag für die Mannschaft abgebrochen. Zu dieser hatte das Team lediglich sechs Punkte gesammelt und stand auf dem allerletzten Platz. Da es aber keine Absteiger als auch Aufsteiger am Ende der Saison gab, verblieb die Mannschaft in der Liga. Somit spielt das Team bis heute in der Liga.

#### Männer
In der Saison 2001/02 spielte die erste Mannschaft in der 1. Kreisklasse Friesland. Aus dieser gelang mit 55 Punkten schließlich nach der Saison 2014/15 erstmals der Aufstieg in die Kreisliga 2. Aus dieser wurde zur Saison 2017/18 dann die Fusionsliga Oldenburg-Stadt. Mit 32 Punkten landete man hier jedoch auf dem 13. Platz, was den Abstieg wieder zurück in die 1. Kreisklasse bedeutete. Hier spielte der Verein auch noch bis vor kurzem. In der Saison 2020/21 nimmt die Mannschaft an der Qualifikationsgruppe zur Kreisliga Jade-Weser-Hunte teil.